# Vuelta Ciclista del Uruguay 2011
La 68ª edición de la Vuelta Ciclista del Uruguay se  disputó entre el viernes 15 y el domingo 24 de abril de 2011.
La prueba se denominó "Bicentenario del Ejército Nacional". El Ejército Nacional históricamente ha colaborado con la realización de la Vuelta Ciclista del Uruguay y ese año debido al 200 aniversario de su creación, se acordó esa denominación en homenaje.
Incorporada en el calendario internacional del UCI America Tour, como sucede habitualmente el punto de inicio y final de la competencia fue la ciudad de Montevideo, recorriéndose 1.466 km en 10 etapas. La 6ª etapa (disputada el 20 de abril) en un principio iba a ser una etapa doble, por la mañana una contrarreloj en la ciudad de Salto y en la tarde un tramo en línea hacia Paysandú pero la contrarreloj fue suspendida debido a que la situación climática era adversa aunque si se disputó la etapa de la tarde lo que finalmente llevó al abandono de 65 ciclistas (ver sección "Polémica decisión").
La novedad de esta edición fue que las etapas se disputaron por la tarde (a excepción de sábados y domingos), hecho inusual en el ciclismo uruguayo donde las carreras siempre han sido por la mañana.
El vencedor final fue el colombiano Iván Mauricio Casas del equipo Boyacá Orgullo de América. Casas fue el segundo colombiano en ganar la Vuelta Ciclista del Uruguay, luego de que Rogelio Arango venciera 27 años atrás en la edición de 1984.
En las clasificaciones secundarias, Claudio Flores, argentino pero defendiendo al club uruguayo Porongos ganó la clasificación de Sprint, mientras que Gonzalo Tagliabúe del Villa Teresa las metas Cima. En la clasificación de la regularidad, el triunfador fue otro argentino defendiendo a un club uruguayo, Darío Díaz del Villa Teresa y por equipos la victoria se la llevó el equipo Porongos.
Cabe destacar que Darío Díaz ganó 6 de las 10 etapas, y de esta manera alcanzó el récord que tenían Luis Modesto Soler (en 1939) y Atilio François (en 1946).

## Equipos participantes
En total fueron 27 equipos que iniciaron la prueba, 18 locales y 9 extranjeros llegando a un total de 146 ciclistas de entre 4 y 6 cada uno. Duras etapas hicieron que en las primeras 5 jornadas 50 corredores abandonaran la carrera, hasta la 6ª etapa en que quedaron fuera de competencia 65 ciclistas más (véase: Polémica decisión), siendo 29 los que se mantuvieron hasta el final de la competición y sólo 5 equipos conformados.

### Extranjeros
Nueve equipos extranjeros iniciaron la competencia, entre los que se encontraban 3 de categoría Continental, 5 amateurs y la selección de Cuba.
Los Continentales presentes fueron el Funvic-Pindamonhangaba de Brasil quién era en ese momento el campeón por equipos del UCI America Tour y que fue uno de los equipos que quedó fuera de competencia en la mencionada 6ª etapa; el Wonderful Pistachios, equipo estadounidense que por segundo año se encontraba dentro de esta categoría de equipos profesionales y que estuvo en la misma situación del Funvic. Y el Ora Hotels-Carrera, un equipo con licencia húngara pero parte de su estructura italiana (incluso 6 ciclistas de su plantilla son de esa nacionalidad) y que además cuenta con 3 argentinos en sus filas, que fue el único equipo continental que culminó la carrera.
Dentro de los amateurs, destacó el Boyacá Orgullo de América que es animador permanente de las competiciones de ciclismo del norte de Sudamérica y Centroamérica y contó en sus filas con el campeón panamericano de contrarreloj en ese momento (pocos días después se coronó vicecampeón), Iván Mauricio Casas que a la postre fue el ganador de la carrera.
Además, como es casi habitual participó la Selección de Cuba.

### Locales
En los equipos locales destacaban el club Alas Rojas de Santa Lucía quién era el defensor del título obtenido en la edición 2010 con Richard Mascarañas. El Club Ciclista Amanecer que tuvo a Álvaro Tardáguila como líder de la carrera. Ambos equipos también quedaron fuera de competencia en la etapa de Salto
Los otros 2 equipos destacados fueron el club Porongos que ganó en marzo Rutas de América a través de Jorge Soto y en esta edición culminó 1º por equipos y el Club Atlético Villa Teresa.
| Equipos                             | Categoría   |
| ----------------------------------- | ----------- |
| Funvic-Pindamonhangaba              | Continental |
| Ora Hotels-Carrera                  | Continental |
| Wonderful Pistachios Cycling Team   | Continental |
| Boyacá Orgullo de América           | Amateur     |
| UPV-Bancaja                         | Amateur     |
| Park Place Dealerships Cycling Team | Amateur     |
| Acme Cycling Team                   | Amateur     |
| Vinos Tabernero                     | Amateur     |
| Selección de Cuba                   |             |

| Equipos                             |
| ----------------------------------- |
| Club Ciclista Alas Rojas            |
| Club Agraciada de 33                |
| Club Ciclista Amanecer              |
| Club Ciclista Arco Iris             |
| Club Ciclista Cerro Largo           |
| Club Ciclista Cruz del Sur          |
| Club Ciclista Estación de Lavalleja |
| Club Ciclista Dolores               |
| Estudiantes El Colla                |
| Club Ciclista Fénix                 |
| Club Ciclista Maroñas               |
| Olímpico Juvenil                    |
| Peñarol Cycles                      |
| Porongos                            |
| Club Ciclista San Ramón             |
| Sarandí Universitario               |
| Spot Club                           |
| Club Atlético Villa Teresa          |

## Etapas
- Para el resumen y clasificaciones etapa a etapa véase:

| Etapa | Fecha       | Recorrido                             | km         | Ganador                                  | Líder                                  |
| 1ª    | 15 de abril | Montevideo-San José-Las Piedras       | 169,9      | Darío Díaz (Villa Teresa)                | Darío Díaz (Villa Teresa)              |
| 2ª    | 16 de abril | Montevideo-Minas                      | 146,1      | Darío Díaz (Villa Teresa)                | Darío Díaz (Villa Teresa)              |
| 3ª    | 17 de abril | José Pedro Varela-Treinta y Tres-Melo | 145,3      | Emanuel Yanes (Porongos)                 | Álvaro Tardáguila (Amanecer)           |
| 4ª    | 18 de abril | Ramón Trigo-Tacuarembó                | 148,6      | Claudio Flores (Porongos)                | Álvaro Tardáguila (Amanecer)           |
| 5ª    | 19 de abril | El Eucalipto-Salto                    | 148,7      | Alessandro Malaguti (Ora Hotels-Carrera) | Álvaro Tardáguila (Amanecer)           |
| 6ª/a  | 20 de abril | Salto-Represa de Salto Grande-Salto   | 32,6 (CRI) | Cancelada                                |                                        |
| 6ª/b  | 20 de abril | Salto-Paysandú                        | 118        | Mauro Richeze (Ora Hotels-Carrera)       | Emanuel Yanes (Porongos)               |
| 7ª/a  | 21 de abril | Paysandú-Paysandú                     | 32 CRI     | Iván Casas (Boyacá Orgullo de América)   | Iván Casas (Boyacá Orgullo de América) |
| 7ª/b  | 21 de abril | Young-Trinidad                        | 120        | Darío Díaz (Villa Teresa)                | Iván Casas (Boyacá Orgullo de América) |
| 8ª    | 22 de abril | Cardona-Fray Bentos-Mercedes          | 165,1      | Darío Díaz (Villa Teresa)                | Iván Casas (Boyacá Orgullo de América) |
| 9ª    | 23 de abril | Carmelo-San José                      | 175        | Darío Díaz (Villa Teresa)                | Iván Casas (Boyacá Orgullo de América) |
| 10.ª  | 24 de abril | San José-Montevideo                   | 98         | Darío Díaz (Villa Teresa)                | Iván Casas (Boyacá Orgullo de América) |

## Clasificaciones finales

### Clasificación general
| Pos.      | Ciclista            | Equipo                    | Tiempo          |
| --------- | ------------------- | ------------------------- | --------------- |
| Malla oro | Iván Mauricio Casas | Boyacá Orgullo de América | 32h 22 min 02 s |
| 2.º       | Darío Díaz          | Villa Teresa              | a 26 s          |
| 3.º       | Jorge Soto          | Porongos                  | a 1 min 00 s    |
| 4.º       | Alessandro Malaguti | Ora Hotels-Carrera        | a 2 min 08 s    |
| 5.º       | Emanuel Yanes       | Porongos                  | a 2 min 38 s    |
| 6.º       | Gabriel Richard     | Porongos                  | a 2 min 52 s    |
| 7.º       | Edwin Parra         | Boyacá Orgullo de América | a 2 min 53 s    |
| 8.º       | Rodolfo Torres      | Boyacá Orgullo de América | a 2 min 53 s    |
| 9.º       | Mariano De Fino     | Villa Teresa              | a 3 min 19 s    |
| 10.º      | Gregory Duarte      | Villa Teresa              | a 3 min 52 s    |

### Clasificación premio  sprinter
| Pos.        | Ciclista        | Equipo   | Puntos |
| ----------- | --------------- | -------- | ------ |
| Malla verde | Claudio Flores  | Porongos | 20     |
| 2.º         | Diego González  | Fénix    | 12     |
| 3.º         | Gabriel Richard | Porongos | 10     |

### Clasificación premio  cima
| Pos.       | Ciclista          | Equipo                    | Puntos |
| ---------- | ----------------- | ------------------------- | ------ |
| Malla roja | Gonzalo Tagliabúe | Villa Teresa              | 18     |
| 2.º        | Claudio Flores    | Porongos                  | 15     |
| 3.º        | Edwin Parra       | Boyacá Orgullo de América | 15     |

### Clasificación premio  regularidad
| Pos.       | Ciclista            | Equipo             | Puntos |
| ---------- | ------------------- | ------------------ | ------ |
| Malla azul | Darío Díaz          | Villa Teresa       | 161    |
| 2.º        | Mauro Richeze       | Ora Hotels-Carrera | 97     |
| 3.º        | Alessandro Malaguti | Ora Hotels-Carrera | 74     |

### Clasificación por equipos
| Pos. | Equipo                    | Tiempo            |
| ---- | ------------------------- | ----------------- |
| 1.º  | Porongos                  | 103 h 10 min 18 s |
| 2.º  | Boyacá Orgullo de América | a 1 min 32 s      |
| 3.º  | Villa Teresa              | a 1 min 52 s      |
| 4.º  | Ora Hotels-Carrera        | a 8 min 44 s      |
| 5.º  | Selección de Cuba         | a 1 h 50 min 35 s |

## Polémica decisión

### Situación en la mañana
La 68.ª edición de la prueba, se vio envuelta en una de sus jornadas más polémicas y negras de su historia. Todo comenzó el 20 de abril, día en que debía realizarse la contrarreloj matutina en Salto para luego realizar por la tarde el tramo hacia Paysandú. Esa jornada  marcó un cambio drástico en el desarrollo de la carrera.
Las dificultades comenzaron cuando a causa de una lluvia fuerte y constante, sumado a tormentas eléctricas a la hora de la largada, llevaron al comisario internacional de la prueba, el colombiano Víctor Hugo Ramírez a decidir que no era conveniente realizar la contrarreloj. Según dijo, había recorrido el circuito y encontró que había zonas peligrosas. Esto, sumado a que había un alerta lanzado por meteorología para esa zona del país llevaron al comisario a tomar esa decisión. En reunión con los directores de los equipos se llegó a un acuerdo de suspenderla, pero sí realizar el tramo en ruta desde Salto a Paysandú por la tarde, siempre y cuando las condiciones climatológicas lo permitiesen.

### Situación en la tarde
Llegadas las 14:30 (hora local) la situación climática no había cambiado en demasía en Salto, aunque había informes de que en Paysandú la situación era un poco mejor. El comisario internacional en reunión con los delegados decidió largar la etapa, ya que consideró que había condiciones para realizarla. Pero la mayor parte de los ciclistas se negaron a iniciarla aduciendo que si no había condiciones para correr la contrarreloj por la mañana, tampoco lo había para la etapa en línea, pues el peligro era mayor al correr en pelotón.
Según relató Richard Mascarañas, el presidente de la Federación Ciclista Federico Moreira le dijo que si todos estaban de acuerdo, no había problema en suspender la etapa y partir hacia Paysandú en automóvil.
Mientras las discusiones continuaban, en la línea de partida frente a la plaza principal de la ciudad, se presentaron 8 ciclistas a los cuales los comisarios le bajaron la bandera y dieron inicio a la etapa, en ese momento a tren controlado ya que la largada oficial era en las afueras de la ciudad.
Se sumaron algunos más en ese momento, otros partieron unos pocos minutos después y según se denunció algunos tomados de sus vehículos acompañantes. Finalmente llegaron a un total de 27 los que continuaron en competencia, entre los que estaban todos los integrantes del Porongos, del Villa Teresa, el Boyacá Orgullo de América, el Ora Hotels-Carrera y la Selección de Cuba.
Más de 10 minutos después, se pusieron en marcha el resto de los competidores donde estaba el equipo del Amanecer con el líder Álvaro Tardáguila y el Alas Rojas, porque supuestamente  los que se habían adelantado los esperarían para largar nuevamente juntos, hecho que no ocurrió. Enterado el comisario internacional de que el grupo principal había partido, ordenó que 3 comisarios se retrasaran para controlar, además de que fueran escoltados por móviles de Policía Caminera para su seguridad. Continuaron con la persecución del grupo delantero y llegaron a estar a 8 minutos de diferencia.
Mientras, todo aparentaba ser normal, simplemente había un grupo escapado y un pelotón principal que los perseguía.
Los 27 ciclistas que largaron en primera instancia, llegaron a Paysandú y definieron la etapa.
Varios minutos después llegó la sorpresa de la carrera. El grupo perseguidor se detuvo a 1 kilómetro para la meta (excepto 3 competidores) y se quitaron los cascos. Luego de esperar unos minutos a algunos rezagados, los 65 ciclistas en modo de protesta se acercaron a la llegada, con el aplauso del público presente que todavía esperaba su llegada. Sin los cascos y además fuera de hora ya que el tiempo que tenían para el arribo era de 22 minutos (llegaron a más de media hora), abandonaron la competencia.
Luego del arribo se registraron intensas reuniones donde se solicitó por parte de los equipos que se anulara la etapa, a lo que el comisariado no accedió dándola por válida y quedando en carrera sólo 30 ciclistas.